# Планетарное общество
Планетарное общество (англ. The Planetary Society) — американская неправительственная некоммерческая организация, занимающаяся проектами в областях астрономии, планетарных науках, исследовании космоса и популяризации науки. Организация была основана в 1980 году Карлом Саганом, Брюсом Мюрреем и Луисом Фридманом. Целью организации является исследование Солнечной системы, поиск околоземных объектов и поиск внеземной жизни. 
Помимо популяризации, «Планетарное общество» проводит программы, нацеленные на развитие исследования космоса. В июне 2005 года был запущен аппарат Космос-1, предназначенный для проведения эксперимента по использованию солнечного паруса, но запуск оказался неудачным.
В 2011 году на борту станции Фобос-Грунт был запущен эксперимент LIFE (Living Interplanetary Flight Experiment) для исследования способности микроорганизмов к выживанию в открытом космосе, но аппарат не смог покинуть околоземную орбиту.
В 2016 году для тестирования технологии солнечного паруса планируется запустить аппарат LightSail-1.
С 2010 года место исполнительного директора занимает Билл Най. В попечительский совет, среди прочих, входят Базз Олдрин, Нил Деграсс Тайсон и Роберт Пикардо.